# Varga József (író)
Varga József (Verőce, 1930. szeptember 17. – 2021. december 10. vagy előtte) szlovéniai magyar pedagógus, író, költő, nyelvész.

## Élete és munkássága
Anyja cseléd volt. A horvátországi Verőcén (Virovitica) született, de az általános iskolát már a muravidéki Göntérházán, a tanárképzőt pedig Muraszombatban végezte el. Igazi szülőföldjének Hetést és Lendva vidékét tekintette.
1966-ban magyar tanári oklevelet szerzett az Újvidéki Egyetem Bölcsészettudományi Karán, majd 1976-ban a budapesti Eötvös Loránd Tudományegyetemen. Ugyanitt doktorált magyar nyelvből 1986-ban a murántúli (Jugoszlávia) falvak magyar ragadványneveiről szóló disszertációjával.
Számos iskolában tanított a Muravidéken (Csente, Lendva, Dobronak, Radamos). A Göntérházi Kétnyelvű Általános Iskolának nyolc éven át volt az igazgatója. Hét évig volt a kétnyelvű oktatás szakfelügyelője. A maribori egyetemen 1981-től nyugdíjazásáig, 1997-ig a magyar nyelvi és irodalmi tanszéket vezette. Nyugdíjazása után göntérházi otthonába vonult vissza.
Elismert nyelvészeti kutatómunkát végzett a hetési (muravidéki) magyar őshonos lakosság névtanának, dialektológiájának, nyelvhasználatának, néprajzának és irodalomtörténetének terén.
A Muratáj című folyóirat főszerkesztője volt. Számos verses- és novelláskötete jelent meg. Műfordítóként 20. századi szlovén költők műveit ültette át magyar nyelvre.
A Magyar Tudományos Akadémia külső köztestületi tagja lett. Számos nemzetközi nyelvészeti és irodalmi rendezvényen vett részt nem csak Szlovéniában és Magyarországon, hanem egy sor más európai országban is.

## Művei
- Naphívogató; utószó Kocsis Gyula; Pomurska založba, Murska Sobota, 1974
- Pásztortűzek. Versek, gyerekversek; Pomurska založba, Murska Sobota, 1979
- Élni. Versek; Pomurska založba, Murska Sobota, 1983
- Sorvadó népem. Elbeszélések; Magyar Nemzetiségi Közösség, Lendva, 1990
- Konokhit. Versek; Szlovéniai Magyar Írócsoport, Lendva, 1992
- Hang-bona. Gyermekversek; Magyar Nemzetiségi Művelődési Intezet–Hotter-Minerva, Lendva–Pécs, 1995
- Az ellopott tündér; Magyar Nemzetiségi Művelődési Intezet, Lendva, 1998
- Nyelvhasználat, névdivat. Az anyanyelv (magyar, szlovén, horvát) használata és a névdivat a vegyes házasságokban élők körében a Muravidéken; Magyar Nemzetiségi Művelődési Intezet, Lendva, 1999
- Létforgá(c)sok; Biró, Bp., 2001
- Mag, szó, álom... Versek; Biró, Bp., 2001
- A lendvai vár kapitánya. Regény; Magyar Nemzetiségi Művelődési Intezet, Lendva, 2001
- Életfojtó lánc; Krúdy Irodalmi Kör, Bp., 2002
- Tavaszi ébredés. Gyermekversek; Krúdy Irodalmi Kör, Bp., 2002
- Tar Mihály szüretjén; Krúdy Gyula Irodalmi Kör, Bp., 2002
- Mondjuk, írjuk hetésiesen?; Krúdy Irodalmi Kör, Bp., 2003
- Muravidéki személynevek; Magyar Nemzetiségi Művelődési Intezet, Lendva, 2003
- Mégis fény gyúlt; Biró, Bp., 2004
- Egyperces mesék; Krúdy Irodalmi Kör, Bp., 2004
- Mégis fény gyúlt; Biró, Bp., 2004
- Tudatformáló idők; Muravidék Baráti Kör Kulturális Egyesület, Pilisvörösvár, 2005
- Az apró pásztortüzek bennem égnek... Válogatott versek; Magyar Nemzetiségi Művelődési Intezet, Lendva, 2005
- Vallomás; Muravidék Baráti Kör Kulturális Egyesület, Pilisvörösvár, 2005
- Misi és a csodaegér; Krúdy Gyula Irodalmi Kör, Bp., 2006
- A kétnyelvű oktatás Szlovéniában. Tanulmányok; NAP Alapítvány, Dunaharaszti, 2009
- Egyfelvonásos drámai játékok; NAP Alapítvány, Dunaharaszti, 2009
- Esszék könyvekről; NAP Alapítvány, Dunaharaszti, 2009
- Bennem a Muravidék. Esszék, tanulmányok; NAP Alapítvány, Dunaharaszti, 2010
- Életem mozaikkövei; NAP Alapítvány, Dunaharaszti, 2010
- Nyelv-, hagyomány- és identitásőrzés a megmaradás záloga; NAP Alapítvány, Dunaharaszti, 2011
- A magyar irodalom a Muravidéken, Szlovéniában; NAP Alapítvány, Dunaharaszti, 2011
- Múltban érett írások; NAP Alapítvány, Dunaharaszti, 2012
- Keresd az égi harmóniát!. Versek; NAP Alapítvány, Dunaharaszti, 2012
- Muravidéki (hetési) magyar értékteremtő, -őrző írások; NAP, Dunaharaszti, 2013
- Muravidéki, hetési nyelvi és létmorzsák; Magyar Nemzetiségi Művelődési Intezet, Lendva, 2015
- Varga József összes költeményei; MBKKE, Pilisvörösvár, 2017
- Dalaim. Versek; MBKKE, Pilisvörösvár, 2017
- Életem mozaikkövei II.; MBKKE, Pilisvörösvár, 2018
- Az Úr irgalma. Istenes versek; MBKKE, Pilisvörösvár, 2018
- Varga József összes költeményei II.; MBKKE, Pilisvörösvár, 2019
- Nyelvművelő írások; MBKKE, Pilisvörösvár, 2019
- Gondolatszilánkok. Különféle műfajok; MBKKE, Pilisvörösvár, 2019
- Dalaim. Versek; 2. bőv. kiad.; MBKKE, Pilisvörösvár, 2019
- A két világjáró lilaszilva. Ismeretterjesztő mesék felnőtteknek, az ifjúságnak és gyerekeknek; MBKKE, Pilisvörösvár, 2020
- Egy hetési magyar család vándora. Családregény; MBKKE, Pilisvörösvár, 2020
- Nyelvművelő írások II.; MBKKE, Pilisvörösvár, 2021
- Varga József összes költeményei III.; MBKKE, Pilisvörösvár, 2021

## Elismerései
- Csűry Bálint-díj (nyelvészet)
- Berzsenyi Dániel-díj
- a Magyar Kultúra Lovagja
- Szabadság Hőse Emlékérem
- Krúdy-emlékplakett
- A Magyar Érdemrend lovagkeresztje (2015)